# Volley Soverato 2021-2022
Questa voce raccoglie le informazioni riguardanti il Volley Soverato nelle competizioni ufficiali della stagione 2021-2022.

## Stagione
Nella stagione 2021-22 il Volley Soverato assume la denominazione sponsorizzata di Ranieri International Soverato.
Partecipa per la dodicesima volta alla Serie A2; chiude il girone B della regular season di campionato al settimo posto in classifica, qualificandosi per i play-off promozione dove viene eliminata agli ottavi di finale dall'Helvia Recina.
Grazie al sesto posto in classifica al termine del girone di andata della regular season partecipa alla Coppa Italia di Serie A2 dove viene eliminata al primo turno dall'Helvia Recina.

## Organigramma
Area direttiva
- Presidente: Antonio Matozzo

Area tecnica
- Allenatore: Bruno Napolitano
- Allenatore in seconda: Diego Boschini

Area sanitaria
- Medico: Pietro Damiani
- Massofisioterapista: Federica D’Agostino
- Osteopata: Luigi Criscuolo

## Rosa
| N° | Nome                | Ruolo | Data di nascita | Nazionalità sportiva |
| -- | ------------------- | ----- | --------------- | -------------------- |
| 3  | Ludovica Mennecozzi | P     | 5 ottobre 2003  | Italia               |
| 4  | Roberta Purashaj    | P     | 4 gennaio 2003  | Italia               |
| 5  | Gaia Badalamenti    | S     | 11 giugno 2002  | Italia               |
| 6  | Federica Ferrario   | L     | 31 maggio 2001  | Italia               |
| 7  | Giorgia Quarchioni  | S     | 3 aprile 1995   | Italia               |
| 8  | Francesca Saveriano | P     | 28 giugno 1993  | Italia               |
| 9  | Angela Gabbiadini   | S     | 12 maggio 1992  | Italia               |
| 10 | Marlene Ascensao    | C     | 28 ottobre 1991 | Italia               |
| 11 | Karin Šunderliková  | O     | 17 luglio 1999  | Slovacchia           |
| 13 | Chiara Riparbelli   | C     | 26 aprile 1996  | Italia               |
| 14 | Sara Tajè           | C     | 3 dicembre 1998 | Italia               |
| 15 | Simona Buffo        | S     | 29 agosto 1998  | Italia               |
| 17 | Victoria Foucher    | O     | 28 maggio 1995  | Francia              |
| 18 | Raquel Ascensao     | O     | 28 ottobre 1991 | Italia               |

## Mercato
| Acquisti | Acquisti            | Acquisti     | Acquisti   |
| R.       | Nome                | da           | Modalità   |
| -------- | ------------------- | ------------ | ---------- |
| C        | Marlene Ascensao    | Empoli       | definitivo |
| O        | Raquel Ascensao     | Empoli       | definitivo |
| S        | Gaia Badalamenti    | AGIL         | definitivo |
| S        | Simona Buffo        | Pinerolo     | definitivo |
| O        | Victoria Foucher    | JAV Olímpico | definitivo |
| S        | Angela Gabbiadini   | Alba         | definitivo |
| P        | Ludovica Mennecozzi | Empoli       | definitivo |
| P        | Roberta Purashaj    | Roma Club    | definitivo |
| S        | Giorgia Quarchioni  | Cutrofiano   | definitivo |
| P        | Francesca Saveriano | Altino       | definitivo |
| O        | Karin Šunderliková  | Královo Pole | definitivo |
| C        | Sara Tajè           | AGIL         | definitivo |

| Cessioni | Cessioni            | Cessioni             | Cessioni   |
| R.       | Nome                | a                    | Modalità   |
| -------- | ------------------- | -------------------- | ---------- |
| L        | Alice Barbagallo    | Libertas Martignacco | definitivo |
| O        | Chiara Bianchini    | Perugia              | definitivo |
| P        | Laura Bortoli       | Montecchio Maggiore  | definitivo |
| S        | Sara Cipriani       | Grotte di Castellana | definitivo |
| S        | Silvia Lotti        | Assitec              | definitivo |
| S        | Chiara Mason        | Trentino Rosa        | definitivo |
| C        | Denise Meli         | Montecchio Maggiore  | definitivo |
| S        | Rachele Nardelli    | Vicenza              | definitivo |
| C        | Federica Piacentini | Vicenza              | definitivo |
| P        | Roberta Purashaj    | Melendugno           | definitivo |
| P        | Anna Salimbeni      | San Giorgio          | definitivo |
| O        | Mikayla Shields     | -                    | ritirata   |
| O        | Karin Šunderliková  | Prostějov            | definitivo |

## Risultati

### Serie A2

#### Girone di andata
| 1ª Giornata - 10 ottobre 2021 PalaScoppa, Soverato                  | Soverato            | 3 - 0 | Alba                 | 26-24, 25-18, 28-26               |
| 3ª Giornata - 24 ottobre 2021 PalaScoppa, Soverato                  | Soverato            | 3 - 2 | Pinerolo             | 25-15, 18-25, 25-18, 23-25, 15-12 |
| 4ª Giornata - 31 ottobre 2021 PalaCatania, Catania                  | Sicilia             | 0 - 3 | Soverato             | 20-25, 23-25, 18-25               |
| 5ª Giornata - 3 novembre 2021 PalaScoppa, Soverato                  | Soverato            | 3 - 0 | Modica               | 25-23, 25-20, 26-24               |
| 6ª Giornata - 7 novembre 2021 PalaScoppa, Soverato                  | Soverato            | 1 - 3 | Talmassons           | 13-25, 23-25, 25-20, 13-25        |
| 7ª Giornata - 14 novembre 2021 PalaCollodi, Montecchio Maggiore     | Montecchio Maggiore | 3 - 1 | Soverato             | 27-25, 25-20, 28-30, 25-23        |
| 8ª Giornata - 17 novembre 2021 Centro Pavesi, Milano                | Club Italia         | 3 - 0 | Soverato             | 25-21, 25-14, 25-17               |
| 9ª Giornata - 21 novembre 2021 PalaScoppa, Soverato                 | Soverato            | 0 - 3 | Mondovì              | 15-25, 16-25, 21-25               |
| 10ª Giornata - 28 novembre 2021 Palasport Città di Vicenza, Vicenza | Vicenza             | 3 - 1 | Soverato             | 20-25, 25-20, 25-23, 25-23        |
| 11ª Giornata - 5 dicembre 2021 PalaScoppa, Soverato                 | Soverato            | 3 - 0 | Libertas Martignacco | 25-18, 25-18, 25-22               |

#### Girone di ritorno
| 12ª Giornata - 23 febbraio 2022 PalaFrancescucci, Casnate con Bernate        | Alba                 | 3 - 1 | Soverato            | 25-23, 21-25, 25-17, 25-22        |
| 14ª Giornata - 16 febbraio 2022 Palazzetto dello Sport, Villafranca Piemonte | Pinerolo             | 3 - 0 | Soverato            | 25-13, 25-22, 25-14               |
| 15ª Giornata - 26 gennaio 2022 PalaScoppa, Soverato                          | Soverato             | 3 - 1 | Sicilia             | 25-23, 25-7, 21-25, 25-16         |
| 16ª Giornata - 23 gennaio 2022 PalaRizza, Modica                             | Modica               | 0 - 3 | Soverato            | 12-25, 18-25, 11-25               |
| 17ª Giornata - 30 gennaio 2022 Palazzetto dello Sport, Lignano Sabbiadoro    | Talmassons           | 3 - 1 | Soverato            | 21-25, 25-17, 25-16, 25-20        |
| 18ª Giornata - 6 febbraio 2022 PalaScoppa, Soverato                          | Soverato             | 3 - 2 | Montecchio Maggiore | 18-25, 25-22, 21-25, 25-20, 16-14 |
| 19ª Giornata - 13 febbraio 2022 PalaScoppa, Soverato                         | Soverato             | 3 - 1 | Club Italia         | 25-21, 25-22, 19-25, 25-16        |
| 20ª Giornata - 19 febbraio 2022 PalaManera, Mondovì                          | Mondovì              | 3 - 0 | Soverato            | 25-22, 25-13, 25-20               |
| 21ª Giornata - 27 febbraio 2022 PalaScoppa, Soverato                         | Soverato             | 3 - 2 | Vicenza             | 25-23, 15-25, 28-26, 22-25, 15-12 |
| 22ª Giornata - 6 marzo 2022 Palazzetto dello Sport, Martignacco              | Libertas Martignacco | 3 - 1 | Soverato            | 25-21, 25-23, 8-25, 25-21         |

#### Play-off promozione
| Ottavi di finale (gara 1) - 20 marzo 2022 PalaFontescodella, Macerata | Helvia Recina | 3 - 0 | Soverato      | 25-18, 25-12, 25-23 |
| Ottavi di finale (gara 2) - 23 marzo 2022 PalaScoppa, Soverato        | Soverato      | 0 - 3 | Helvia Recina | 19-25, 19-25, 20-25 |

### Coppa Italia di Serie A2
| Ottavi di finale - 12 dicembre 2021 PalaFontescodella, Macerata | Helvia Recina | 3 - 1 | Soverato | 25-22, 23-25, 25-23, 25-20 |

## Statistiche

### Statistiche di squadra
| Competizione             | Punti | In casa | In casa | In casa | In trasferta | In trasferta | In trasferta | Totale | Totale | Totale |
| Competizione             | Punti | G       | V       | P       | G            | V            | P            | G      | V      | P      |
| ------------------------ | ----- | ------- | ------- | ------- | ------------ | ------------ | ------------ | ------ | ------ | ------ |
| Serie A2                 | 26    | 11      | 8       | 3       | 11           | 2            | 9            | 22     | 10     | 12     |
| Coppa Italia di Serie A2 | -     | 0       | 0       | 0       | 1            | 0            | 1            | 1      | 0      | 1      |
| Totale                   | -     | 11      | 8       | 3       | 12           | 2            | 10           | 23     | 10     | 13     |

G = partite giocate; V = partite vinte; P = partite perse 

### Statistiche dei giocatori
| Giocatore       | Serie A2 | Serie A2 | Serie A2 | Serie A2 | Serie A2 | Coppa Italia di Serie A2 | Coppa Italia di Serie A2 | Coppa Italia di Serie A2 | Coppa Italia di Serie A2 | Coppa Italia di Serie A2 | Totale | Totale | Totale | Totale | Totale |
| Giocatore       | P        | PT       | AV       | MV       | BV       | P                        | PT                       | AV                       | MV                       | BV                       | P      | PT     | AV     | MV     | BV     |
| --------------- | -------- | -------- | -------- | -------- | -------- | ------------------------ | ------------------------ | ------------------------ | ------------------------ | ------------------------ | ------ | ------ | ------ | ------ | ------ |
| M. Ascensao     | 5        | 8        | 5        | 2        | 1        | 0                        | 0                        | 0                        | 0                        | 0                        | 5      | 8      | 5      | 2      | 1      |
| R. Ascensao     | 7        | 14       | 13       | 0        | 1        | 1                        | 1                        | 1                        | 0                        | 0                        | 8      | 15     | 14     | 0      | 1      |
| G. Badalamenti  | 22       | 215      | 174      | 15       | 26       | 1                        | 6                        | 5                        | 1                        | 0                        | 23     | 221    | 179    | 16     | 26     |
| S. Buffo        | 21       | 250      | 205      | 14       | 31       | 1                        | 5                        | 3                        | 2                        | 0                        | 22     | 255    | 208    | 16     | 31     |
| F. Ferrario     | 22       | 0        | 0        | 0        | 0        | 1                        | 0                        | 0                        | 0                        | 0                        | 23     | 0      | 0      | 0      | 0      |
| V. Foucher      | 17       | 118      | 105      | 10       | 3        | 1                        | 21                       | 20                       | 1                        | 0                        | 18     | 139    | 125    | 11     | 3      |
| A. Gabbiadini   | 15       | 59       | 55       | 3        | 1        | 1                        | 0                        | 0                        | 0                        | 0                        | 16     | 59     | 55     | 3      | 1      |
| L. Mennecozzi   | 21       | 2        | 0        | 0        | 2        | 1                        | 0                        | 0                        | 0                        | 0                        | 22     | 2      | 0      | 0      | 2      |
| R. Purashaj     | 7        | 10       | 6        | 1        | 3        | -                        | -                        | -                        | -                        | -                        | 7      | 10     | 6      | 1      | 3      |
| G. Quarchioni   | 21       | 181      | 153      | 17       | 11       | 1                        | 10                       | 10                       | 0                        | 0                        | 22     | 191    | 163    | 17     | 11     |
| C. Riparbelli   | 22       | 201      | 138      | 43       | 20       | 1                        | 10                       | 8                        | 2                        | 0                        | 23     | 211    | 146    | 45     | 20     |
| F. Saveriano    | 14       | 18       | 6        | 5        | 7        | 1                        | 2                        | 0                        | 0                        | 2                        | 15     | 20     | 6      | 5      | 9      |
| K. Šunderliková | 1        | 15       | 12       | 2        | 1        | -                        | -                        | -                        | -                        | -                        | 1      | 15     | 12     | 2      | 1      |
| S. Tajè         | 22       | 151      | 102      | 38       | 11       | 1                        | 5                        | 2                        | 3                        | 0                        | 23     | 156    | 104    | 41     | 11     |

P = presenze; PT = punti totali; AV = attacchi vincenti; MV = muri vincenti; BV = battute vincenti